# Robert Crais

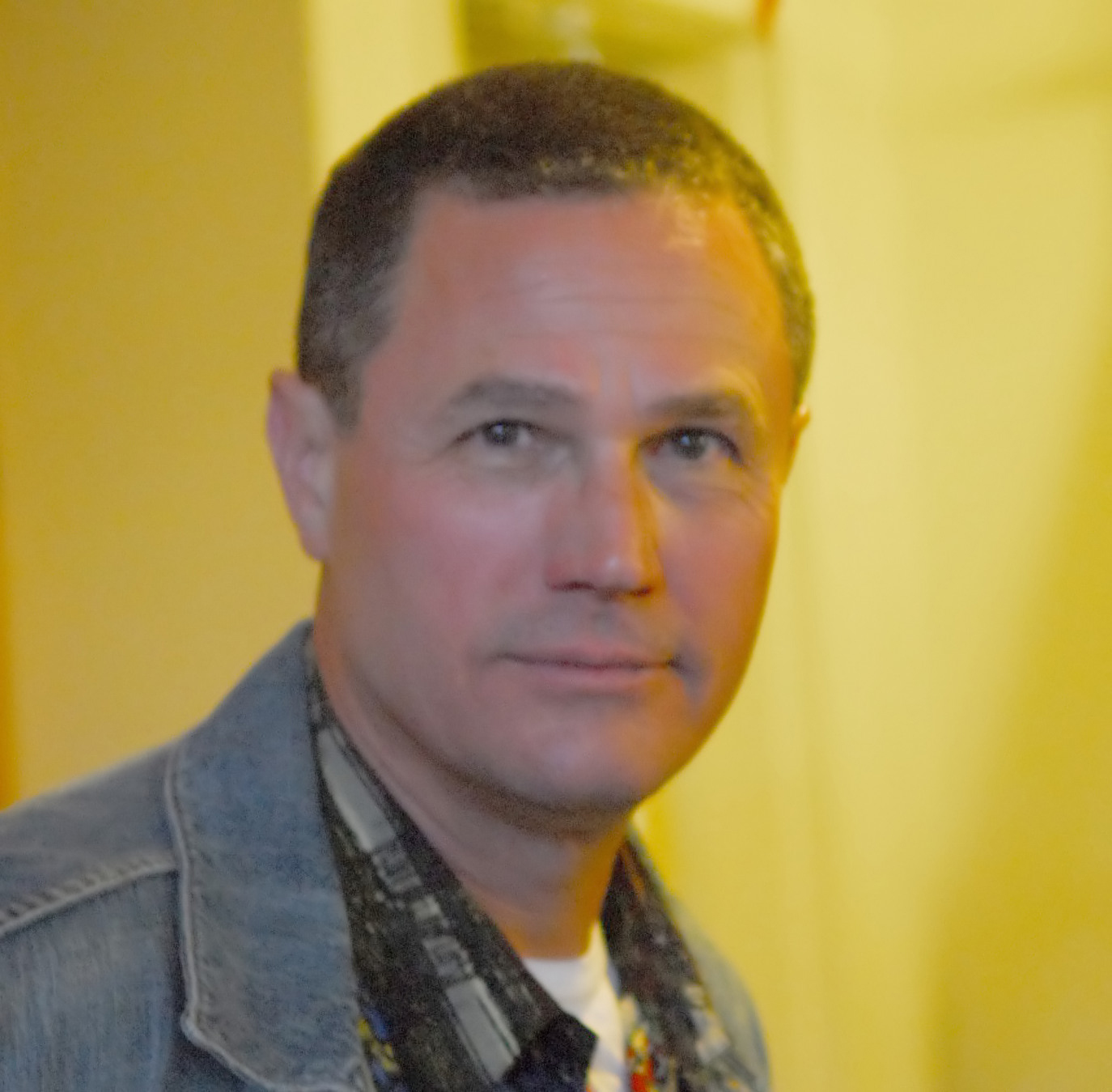
Robert Crais

Robert Crais (* 20. Juni 1953 in  Independence, Louisiana) ist ein US-amerikanischer Kriminalschriftsteller.

## Leben
Robert Crais wuchs in einer Öl-Arbeiterfamilie auf, lernte Maschinenbauer, schrieb Kurzgeschichten, drehte Amateur-Filme, verließ dann mit 23 Jahren seine Heimat Louisiana und ging nach Hollywood.
1976 war er Teilnehmer des renommierten Clarion Workshops für angehende Science-Fiction- und Fantasy-Autoren. Sein schriftstellerisches Talent setzte er in Hollywood zunächst als erfolgreicher Schreiber für TV-Serien um. In Deutschland wurden einige dieser erfolgreichen Serien ausgestrahlt, so z. B. Quincy, Polizeirevier Hill Street, Miami Vice oder Cagney & Lacey. Mitte der 1980er Jahre verwirklichte er seinen ursprünglichen Wunsch, Romane zu schreiben und veröffentlichte 1987 seinen ersten Kriminalroman The Monkeys Raincoat mit den beiden Privatdetektiven Elvis Cole und Joe Pike. Crais selbst sieht sich beeinflusst von bedeutenden Schriftstellern wie Raymond Chandler, Dashiell Hammett, Ernest Hemingway, Robert B. Parker und John Steinbeck. Seine Romane sind für die wichtigsten Auszeichnungen der Kriminalliteratur vielfach nominiert und ausgezeichnet worden. Heute lebt der Autor mit seiner Familie in Santa Monica, Kalifornien.

## Werke

### Elvis-Cole- und Joe-Pike-Serie
- 1987 The Monkeys Raincoat
  - Die gefährlichen Wege des Elvis Cole[1], dt. von Jürgen Bürger, Bastei Lübbe, Bergisch Gladbach 1989. ISBN 3-404-19128-5
  - auch als: Kidnapping, gleiche Übersetzung, Rowohlt, Reinbek 1998. ISBN 3-499-43301-X
- 1989 Stalking the Angel
  - Die schwarze Welt des Elvis Cole, dt. von Jürgen Bürger, Bastei Lübbe, Bergisch Gladbach 1990. ISBN 3-404-19143-9
  - auch als: Die Rache der Samurai, gleiche Übersetzung, Rowohlt, Reinbek 1998. ISBN 3-499-43302-8
- 1992 Lullaby Town
  - Lullaby Town, dt. von Jörn Ingwersen, Bastei Lübbe, Bergisch Gladbach 1992. ISBN 3-404-19166-8
  - auch als: Schmutzige Geschäfte, gleiche Übersetzung, Rowohlt, Reinbek 1998. ISBN 3-499-43310-9
- 1993 Free Fall
  - Im freien Fall, dt. von Uwe Anton, Bastei Lübbe, Bergisch Gladbach 1994. ISBN 3-404-13529-6
- 1995 Voodoo River
  - Voodoo River, dt. von Jürgen Bürger, Rowohlt, Reinbek 2000. ISBN 3-499-43298-6
- 1996 Sunset Express ISBN 0-7528-2753-7
  - Falsches Spiel in L.A., dt. von Jürgen Bürger, Rowohlt, Reinbek 1997. ISBN 3-499-43299-4
- 1997 Indigo Slam ISBN 0-7528-1694-2
- 1999 L.A. Requiem ISBN 0-7528-3395-2
  - Stunde der Rache, dt. von Helmut Splinter, Goldmann, München 2004. ISBN 3-442-45093-4
- 2003 The Last Detective ISBN 0-7528-4949-2
- 2005 The Forgotten Man ISBN 0-7528-5972-2
- 2007 The Watchman
- 2008 Chasing Darkness
- 2010 The First Rule
  - Gesetz des Todes, dt. von Jürgen Bürger; Heyne, München 2014. ISBN 978-3-453-43768-5
- 2011 The Sentry
- 2012 Taken
  - Strasse des Todes, dt. von Jürgen Bürger; Heyne, München 2013. ISBN 978-3-453-43746-3
- 2015 The Promise
  - Zeit der Jagd, dt. von Jürgen Bürger; Heyne, München 2016. ISBN 978-3-453-43881-1
- 2017 The Wanted
- 2019  A Dangerous Man

### Sonstige
- 2000 Demolition Angel
  - Feuerengel, dt. von Esther Breger und Peter Hiess, Goldmann, München 2002. ISBN 3-442-45092-6)
- 2001 Hostage
  - Hostage – Entführt, dt. von Andreas Heckmann, Goldmann, München 2005. ISBN 3-442-45427-1)
- 2006 The Two Minute Rule
- 2013 Suspect
  - Unter Verdacht, dt. von Jürgen Bürger, Heyne, München 2015. ISBN 978-3-453-43767-8

## Auszeichnungen
- 1988 Anthony Award – Kategorie Bester Taschenbuchroman für The Monkeys Raincoat (dt. Die gefährlichen Wege des Elvis Cole)
- 1988 Macavity Award – Kategorie Bester Erstlingsroman für The Monkeys Raincoat (dt. Die gefährlichen Wege des Elvis Cole)
- 1997 Shamus Award – Kategorie Bester Roman für Sunset Express (dt. Falsches Spiel in L.A.)
- 2000 Dilys Award für L.A. Requiem (dt. Stunde der Rache)
- 2008 Barry Award/Bester Thriller für The Watchman
- 2008 Gumshoe Awards – Kategorie Bester Thriller für The Watchman
- 2010 T. Jefferson Parker Book Award für The First Rule
- 2013 Shamus Award – Kategorie Bester Roman für Taken (dt. Straße des Todes)
- 2018 Maltese Falcon Award für The Promise

Mehrfach nominierten ihn die Mystery Writers of America in verschiedenen Kategorien für den Edgar Allan Poe Award (1988, 1994 und 2001). Nominierungen gab es ebenso für den The Simon & Schuster – Mary Higgins Clark Award in 2000, von der Southern California Independent Booksellers Association für den T. Jefferson Parker Book Award in 2008 und vielen anderen mehr.

## Verfilmungen
- 2005 Hostage – Entführt (Hostage), Regie: Florent Emilio Siri